# Alberto Berasategui
Alberto Berasategui Salazar (* 28. června 1973, Bilbao, Španělsko) je bývalý španělský tenista.

## Kariéra
Jeho maximem na žebříčku ATP bylo sedmé místo v listopadu 1994. Toho roku také zaznamenal svůj největší úspěch, když se probojoval do finále mužské dvouhry na Roland Garros, kde podlehl svému krajanovi Sergi Bruguerovi. Z ostatních grandslamů se mu nejvíce dařilo na Australian Open, kde se roku 1998 probil do čtvrtfinále. Vedle toho vyhrál 14 turnajů ATP (např. Stuttgart Open 1994) a jeden ve čtyřhře (Barcelona Open 1997, v páru s Jordi Burillem). V Davis Cupu reprezentoval Španělsko ve čtyřech utkáních, dvě vyhrál, dvě prohrál. Během své kariéry vydělal na turnajích 4,6 milionu dolarů. Nyní žije v Andoře.